# Gonzalo Gastón Rodríguez
Gonzalo Gastón Rodríguez (Córdoba, provincia de Córdoba, Argentina, 20 de febrero de 2004) es un futbolista argentino. Juega como defensor en Talleres de la Primera División de Argentina.

## Trayectoria
Gonzalo Rodríguez estuvo varios años en las divisiones inferiores de Talleres hasta que fue promovido al plantel superior en 2020. Al año siguiente fue convocado por primera vez para el partido ante Vélez Sarsfield por la Copa de la Liga Profesional.

## Clubes
| Club     | País      | Año             |
| -------- | --------- | --------------- |
| Talleres | Argentina | 2020 - presente |